# Uulbayan, Sükhbaatar
Uulbayan (tiếng Mông Cổ: Уулбаян) là một sum của tỉnh Sükhbaatar ở miền đông Mông Cổ. Vào năm 2009, dân số của sum là 2.883 người.

## Địa lý
Sum có diện tích khoảng 4.000 km2. Trung tâm sum, Zuunbulag, nằm cách tỉnh lỵ Baruun-Urt 74 km và thủ đô Ulaanbaatar 500 km.

### Khí hậu
Uulbayan có khí hậu bán khô hạn. Nhiệt độ trung bình hàng năm ở khu vực này là 5 °C. Tháng ấm nhất là tháng 7, khi nhiệt độ trung bình là 28 °C và lạnh nhất là tháng 1, với -22 °C. Lượng mưa trung bình hàng năm là 314 mm. Tháng ẩm ướt nhất là tháng 7, với lượng mưa trung bình là 93 mm, và khô nhất là tháng 1, với 3 mm.

## Kinh tế
Sum có một trường học, bệnh viện và khu dịch vụ.